# Ґерт'є Кюйнт'єс
Ґерт'є Кюйнт'єс (нід. Geertje Kuijntjes; 19 липня 1905, Ґорінхем, Південна Голландія, Нідерланди — 24 грудня 2019, Ґорінхем, Південна Голландія, Нідерланди) — нідерландська супердовгожителька, чий вік був підтверджений Групою геронтологічних досліджень. Була найстарішою жителькою Нідерландів (з 27 серпня 2015 року, після смерті 110-річної Неллі де Вріс-Ламмерц, до своєї смерті 24 грудня 2019 року). Станом на грудень 2019 року є другою найстарішою людиною в історії цієї країни (після Гендрикьо ван Андел-Сгіппер). Була останньою нідерландкою, яка народилася у 1905 році. Входить у список найстаріших людей у світі.

## Життєпис
Ґерт'є Кюйнт'єс народилася 19 липня 1905 року в місті Ґорінхемі, Південна Голландія, Нідерланди. В родині було шість дітей, з яких вижили лише вона та її молодший брат Арі Кюйнт'єс, який помер в 1976 році у віці 66 років. Інші четверо дітей у сім'ї померли немовлятами. Незважаючи на ранню смерть своїх братів та сестер, Ґерт'є та її батьки досягли похилого віку. Її мати Янніґ'є Рейнен (1880—1976) прожила 96 років, а її батько, Ян Йоганнес Кюйнт'єс (1873—1970), прожив майже 97 років.
Ґерт'є усе своє життя прожила в рідному містечку Ґорінхем. За професією вона була кравчинею і займалася цим аж до виходу на пенсію. Зараз Ґерт'є проживає у Ґорінхемі в будинку для літніх людей.
Незважаючи на свій поважний вік, Кюйнт'єс була досить активною після виходу на пенсію. Після 100 років вона самостійно їздила на відпочинок за кордон (останнього разу, коли їй було 102 роки). До 105 років вона мешкала сама. До 112 років вона все ще могла в'язати. Ґерт'є вивчила англійську мову, любить морозиво і танці.
19 липня 2017 року Кюйнт'єс відсвяткувала свій 112-й день народження. Після смерті 112-річної нідерландської супердовгожительки Ґріт'є Янсен-Анкер 13 жовтня 2009 року жоден житель Нідерландів не досягав такого поважного віку. 20 серпня 2017 року Ґерт'є Кюйнт'єс перевершила вік Ґріт'є Янсен-Анкер (112 років і 31 день) і стала третьою найстарішою людиною в історії Нідерландів після Катаріни ван Дам-Ґроневельд (113 років і 88 днів) та Гендрикьо ван Андел-Сгіппер (115 років і 62 дні).
19 липня 2019 року Ґерт'є Кюйнт'єс стала другою людиною в історії Нідерландів, після Гендрикьо ван Андел-Сгіппер, яка досягла віку 114 років.
Ґерт'є Кюйнт'єс померла у Ґорінхемі, Південна Голландія, Нідерланди, 24 грудня 2019 року у віці 114 років і 158 днів. На момент своєї смерті вона була п'ятою найстарішою повністю верифікованою людиною у світі та третьою найстарішою людиною в Європі. Після її смерті найстарішою нині живою людиною в Нідерландах стала Анн Браш-Латер (118 років, 302 дні).

## Рекорди довголіття
- 19 липня 2017 року відсвяткувала своє 112-річчя.[2]
- 20 серпня 2017 року стала третьою найстарішою людиною в історії Нідерландів (після Катаріни ван Дам-Ґроневельд (113 років і 88 днів) та Гендрикьо ван Андел-Сгіппер (115 років і 62 дні).[2]
- 19 липня 2018 року відсвяткувала своє 113-річчя.[2]
- 16 жовтня 2018 року стала другою найстарішою людиною в історії Нідерландів (після Гендрикьо ван Андел-Сгіппер (115 років і 62 дні).[2]
- 19 липня 2019 року відсвяткувала своє 114-річчя.[2]
- Станом на грудень 2019 року входить у список найстаріших людей у світі та у список найстаріших жінок.[2]